# قائمة أسطول القوات الجوية المصرية

## القائمة
| الطائرات                                | صورة          | بلد الأصل                  | النوع                       | الطراز              | ملاحظات |
| طائرات مقاتلة                           | طائرات مقاتلة | طائرات مقاتلة              | طائرات مقاتلة               | طائرات مقاتلة       | طائرات مقاتلة |
| --------------------------------------- | ------------- | -------------------------- | --------------------------- | ------------------- | --- |
| داسو رافال                              |               | فرنسا                      | مقاتلة متعددة المهام        | B C                 | 24 طائرة متعاقد عليها. تسلمت مصر أول 3 طائرات في يونيو 2015، وتسلمت ثاني دفعة بعدد 3 طائرات في يناير 2016. وتسلمت الدفعة الثالثة بعدد 3 طائرات في أبريل 2017. وتسلمت الدفعة الرابعة بعدد طائرتان في يوليو 2017.                                                                               |
| داسو ميراج 2000                         |               | فرنسا                      | مقاتلة متعددة المهام        | EM BM               | [ 1 ] |
| داسو ميراج 5                            |               | فرنسا                      | مقاتلة متعددة المهام        | E2 SDE SDR SDD      | [ 1 ] |
| ميج 29 إم/إم2 (أطلق عليها لاحقاً ميج 35) |               | روسيا                      | مقاتلة متعددة المهام        |                     | 50 طائرة متعاقد عليها. |
| ميكويان جيروفيتش ميج-21                 |               | روسيا                      | مقاتلة متعددة المهام        | MF PFM R UM         | [ 1 ] |
| إف-16 فايتنج فالكون                     |               | الولايات المتحدة           | مقاتلة متعددة المهام        | C D                 | تسلمت مصر 220 مقاتلة اف 16 بدءاً من عام 1982 وحتى 2002، تم تطوير معظم المُقاتلات إلى معيار البلوك 40، وتعاقدت مصر على 24 مقاتلة اف 16 بلوك 52 عام 2009 بقيمة 3.2 مليار دولار سرعان ما خفضتهم مصر إلى 20 تسلمت منهم بالفعل ثمانية مقاتلات في عام 2013 وتسلمت باقى المقاتلات وعددها 12 خلال 2015. |
| تشنغدو جيه-7                            |               | الصين                      | مقاتلة متعددة المهام        | B M                 | [ 1 ] |
| قاذفات قنابل                            |               |                            |                             |                     | |
| إف-4 فانتوم الثانية                     |               | الولايات المتحدة           | طائرة مقاتلة قاذفة قنابل    | E                   | [ 1 ] |
| طائرات شحن                              |               |                            |                             |                     | |
| أنتونوف أن-74                           |               | أوكرانيا                   | نقل عسكري                   | T-200A/TK-200A      | |
| بيتش كرافت 1900                         |               | الولايات المتحدة           | نقل عسكري                   | C C                 | |
| سي-130 هيركوليز                         |               | الولايات المتحدة           | نقل عسكري                   | H H30 EC130H        | تم تسليم 30 طائرة. 4 قد فقدت، بما في ذلك واحد خلال العملية قبرص. |
| إيادس كاسا سي-295                       |               | إسبانيا                    | نقل عسكري                   | M                   | [ 10 ] [ 11 ] |
| دي إتش سي - 5                           |               | كندا                       | نقل عسكري                   | D D                 | |
| بيتشكرافت سوبر كينج إير                 |               | الولايات المتحدة           | نقل عسكري                   | 200                 | |
| طائرات مروحية                           |               |                            |                             |                     | |
| إيه إتش-64 أباتشي                       |               | الولايات المتحدة           | مروحية هجومية               | D                   | يجري حاليا تحديث الأسطول الحالي و 10 إضافية يجري تسليم انغبو AH-64D. |
| كاموف كا-52                             |               | روسيا                      | مروحية هجومية               |                     | في عام 2015 وقعت مصر عقد تسليم 46 مروحية مقاتلة من طراز "كا 52" مع الجانب الروسي، والتي صممت خصيصا لسطح حاملة الطائرات الفرنسية "الميسترال". وتسلمت مصر أول 3 مروحيات في يوليو 2017. |
| ميل مي-24                               |               | روسيا                      | مروحية هجومية               |                     | [ 15 ] |
| إيروسباسيال غازيل                       |               | فرنسا                      | مروحية هجومية               | K L M               | من أصل 108 تم تصنيعها بترخيص بالشركة العربية البريطانية للمروحيات. |
| بوينغ سي إتش-47 شينوك                   |               | إيطاليا · الولايات المتحدة | نقل/دعم هجومي               | D D                 | عقد جديد لشراء 6 طائرات CH-47D اضافية قيد التسليم. |
| ويستلاند سي كينغ كوماندو                |               | المملكة المتحدة            | نقل/دعم هجومي               | Mk.1 Mk.2 Mk.2E     | [ 16 ] |
| ميل مي-8                                |               | روسيا                      | نقل/دعم هجومي               | T TVK PPA MV R MB K | [ 15 ] |
| ميل مي-17                               |               | روسيا                      | نقل/دعم هجومي               |                     | [ 15 ] |
| يو إتش-60 بلاك هوك                      |               | الولايات المتحدة           | نقل/دعم هجومي               | A M M               | |
| أغستاوستلاند إيه دبليو 149              |               | إيطاليا                    | نقل/دعم هجومي               |                     | [ 17 ] [ 18 ] |
| كامان إس إتش-2جي سوبر سي سبرايت         |               | الولايات المتحدة           | مضادة للغواصات              | G/E                 | الإلكتروني والملاحة ترقية لمتطلبات "القوات البحرية المصرية". |
| ويستلاند سي كينغ                        |               | المملكة المتحدة            | مضادة للغواصات              | Mk.47               | [ 19 ] |
| أغستاوستلاند إيه دبليو 109              |               | إيطاليا                    | إسعاف جوي                   |                     | الإخلاء الطبي الجوي. |
| أغستاوستلاند إيه دبليو 139              |               | إيطاليا                    | عمليات البحث والإنقاذ       |                     | البحث والإنقاذ. |
| أغستاوستلاند إيه دبليو 189              |               | إيطاليا                    | نقل                         |                     | [ 23 ] [ 24 ] |
| او إتش-12                               |               | الولايات المتحدة           | دورية/مراقبة                | E                   | من أصل 18 تم تسليمها. |
| طائرات الإنذار المبكر والتحكم           |               |                            |                             |                     | |
| إي - 2 هوك آي                           |               | الولايات المتحدة           | نظام الإنذار المبكر والتحكم | C HE2K              | ترقية مصر لطائراتها E-2C إلى طائرات هوك 2000. |
| طائرات تدريب                            |               |                            |                             |                     | |
| إير تراكتور إيه تي-802                  |               | الولايات المتحدة           | تدريب                       |                     | [ 25 ] |
| ألفا جت                                 |               | فرنسا                      | تدريب                       | E(MS1) MS2          | [ 1 ] |
| إيه إم بى 312                           |               | البرازيل                   | تدريب                       | A                   | |
| قروب جي 115                             |               | ألمانيا                    | تدريب                       | E                   | |
| هونغدو جيه إل-8                         |               | الصين · باكستان            | تدريب                       | E                   | |
| آرو إل-39 ألباتروس                      |               | تشيكوسلوفاكيا              | تدريب                       | ZO                  | |
| إل-59 سوبر ألباتروس                     |               | تشيكوسلوفاكيا              | تدريب                       | E                   | |
| ز-142س                                  |               | تشيكوسلوفاكيا              | تدريب                       | C                   | |
| طائرات بدون طيار                        |               |                            |                             |                     | |
| تيليدين ريان سكراب                      |               | الولايات المتحدة           | طائرة استطلاع               |                     | من بين 56 تم تسليمها. |
| سكيبل كامكوبتر إس-100                   |               | النمسا                     | مروحية طائرة استطلاع        |                     | |
| سافران باترولر (ساجيم)                  |               | فرنسا                      |                             |                     | [ 26 ] |
| ليبان م3 [الإنجليزية]                   |               | الأرجنتين · مصر            | طائرة استطلاع               |                     | اشتريت في عام 2007 والمنتجة محليا بموجب ترخيص |
| يارارا [الإنجليزية]                     |               | الأرجنتين · مصر            | طائرة استطلاع               |                     | اشتريت في عام 2007 والمنتجة محليا بموجب ترخيص |
| نوسترومو كابوري [الإنجليزية]            |               | الأرجنتين · مصر            | طائرة استطلاع               |                     | اشتريت في عام 2007 والمنتجة محليا بموجب ترخيص |
| ر فور ي-50 سكي يي [الإنجليزية]          |               | المملكة المتحدة            | طائرة استطلاع               |                     | |
| ايشينك ا س ن-209 [الإنجليزية]           |               | مصر                        | طائرة استطلاع               |                     | المنتجة محلياً بموجب ترخيص بنسبة 99.5 في المائة المنتجة محلياً |
| 30 يونيو                                |               | مصر                        | طائرة مسيرة قتالية          |                     | طائرة مسيرة قتالية مصرية الصنع، من فئة المسيرات متوسطة الارتفاع طويلة البقاء في الجو. |
| سي أش 4 بي                              |               | الصين                      |                             |                     | [ 30 ] [ 31 ] |
| تشنغدو وينق لونق                        |               | الصين                      |                             |                     | [ 32 ] |
| إيه إس إن-209                           |               | الصين                      |                             |                     | |
| بي أيه إي سيستمز سكاي آي                |               | الولايات المتحدة           |                             |                     | |
| طائرات هدف بدون طيار                    |               |                            |                             |                     | |
| قادر                                    |               | مصر                        | هدف بدون طيار               |                     | [ 33 ] |
| ميجيت بانشي                             |               | المملكة المتحدة            | هدف بدون طيار               |                     | |
| إم كيو إم 107 سترايكر [الإنجليزية]      |               | الولايات المتحدة           | هدف بدون طيار               |                     | |

## طائرات تاريخية
| الطائرات                  | صورة                      | بلد الأصل                 | النوع                     | الطراز                    | ملاحظات                   |
| طائرات مقاتلة خارج الخدمة | طائرات مقاتلة خارج الخدمة | طائرات مقاتلة خارج الخدمة | طائرات مقاتلة خارج الخدمة | طائرات مقاتلة خارج الخدمة | طائرات مقاتلة خارج الخدمة |
| ------------------------- | ------------------------- | ------------------------- | ------------------------- | ------------------------- | ------------------------- |
| ميج 17                    |                           | الاتحاد السوفيتي          | طائرة اعتراضية            |                           | طائرات خارج الخدمة.       |
| ميج 15                    |                           | الاتحاد السوفيتي          | طائرة اعتراضية            |                           | طائرات خارج الخدمة.       |
| سو 17                     |                           | الاتحاد السوفيتي          | طائرة اعتراضية            |                           | طائرات خارج الخدمة.       |
| سو 7                      |                           | الاتحاد السوفيتي          | طائرة اعتراضية            |                           | طائرات خارج الخدمة.       |